# Lucas Krüger
Dick Lucas Christian Krüger, född 17 maj 1989 i Stockholm, är en svensk skådespelare och musikalartist. 
Han är mest känd för att göra den svenska rösten till Draco Malfoy i Harry Potter-filmerna.

## Biografi
Lucas Krüger har efter Adolf Fredriks Musikklasser och Södra Latins Gymnasiums yrkesmusikerprogram studerat skådespeleri på Teaterhögskolan i Stockholm 2014–2017. Krüger har varit engagerad vid Kulturhuset Stadsteatern, Dramaten, Göteborgsoperan, Uppsala Stadsteater, Turteatern och Teater Tribunalen. Krüger är sedan åtta års ålder anlitad som röstskådespelare i många produktioner för bland annat Disney, Nickelodeon, Cartoon Network och SVT Barnkanalen.
Krüger var under många år nära barndomsvän med den jämnårige DJ:en Tim "Avicii" Bergling, fram tills det att han avslutade sitt liv i Oman i april 2018.

### Familj
Krüger är son till Linda Krüger och Dick Eriksson, äldre bror till Amanda Krüger, och barnbarn till Börge Krüger och May Sandart (gift Krüger). Han har också två döttrar tillsammans med sambon Maia Hansson Bergqvist (dotter till Catherine Hansson och Rikard Bergqvist). Den äldsta av dessa döttrar, Ebba Krüger, har under år 2024 gjort den svenska rösten till karaktären Agnes i Dumma mej 4, samt även till karaktären Simea, i Vaiana 2.

## Teater

### Roller (ej komplett)
| År   | Roll                               | Produktion                                                                              | Regi                | Teater                   |
| ---- | ---------------------------------- | --------------------------------------------------------------------------------------- | ------------------- | ------------------------ |
| 1998 | Barn i staden                      | Råttfångaren Rikard Bergqvist                                                           | Agneta Ehrensvärd   | Dramaten                 |
| 2014 |                                    | Carolus Rex Nils Poletti                                                                | Nils Poletti        | Dramaten                 |
| 2016 | Berger                             | Hair Gerome Ragni, James Rado och Galt MacDermot                                        | Rikard Bergqvist    | Göteborgsoperan          |
| 2017 |                                    | Politiska snuskbarn i tredje andens tarm                                                | Nils Poletti        | Turteatern               |
| 2017 | Pawel                              | Modern (Die Mutter. Leben der Revolutionärin Pelagea Wlassowa aus Twer ) Bertolt Brecht | Richard Turpin      | Teater Tribunalen        |
| 2017 |                                    | My Fair Lady Frederick Loewe och Alan Jay Lerner                                        | Elisa Kragerup      | Kulturhuset Stadsteatern |
| 2019 | Will Bloom                         | Big Fish John August och Andrew Lippa                                                   | Ronny Danielsson    | Uppsala Stadsteater      |
| 2019 | Perchik                            | Spelman på taket (Fiddler on the Roof) Jerry Bock, Sheldon Harnick och Joseph Stein     | Ronny Danielsson    | Kulturhuset Stadsteatern |
| 2020 | Pierre                             | Meningen med döden Erik Gedeon                                                          | Erik Gedeon         | Uppsala stadsteater      |
| 2020 | Tidningsbudet                      | Det händer inte här Kristian Hallberg                                                   | Martin Rosengardten | Uppsala stadsteater      |
| 2021 | Rufus, förste officerare (en hund) | Djur som hatar människor Erik Gedeon                                                    | Erik Gedeon         | Uppsala stadsteater      |
| 2021 |                                    | Svindlande höjder (Wuthering Heights) Emily Brontë                                      | Melody Parker       | Uppsala stadsteater      |
| 2022 |                                    | Älskad, saknad Malin Lagerlöf                                                           | Carl Johan Karlson  | Uppsala stadsteater      |
| 2023 | Claude                             | Hair James Rado, Gerome Ragni och Galt MacDermot                                        | Rikard Bergqvist    | Göta Lejon               |
| 2024 | David                              | Company Stephen Sondheim och George Furth                                               | Maria Sid           | Kulturhuset Stadsteatern |